# Gordon (Alabama)
Pour les articles homonymes, voir Gordon.
Gordon est une municipalité américaine située dans le comté de Houston en Alabama.
Selon le recensement de 2010, sa population est de 332 habitants. La municipalité s'étend sur 3,20 milles carrés (8,29 km2).

## Démographie
| 1880 | 1900 | 1910 | 1920 | 1930 | 1940 | 1950 | 1960 |
| ---- | ---- | ---- | ---- | ---- | ---- | ---- | ---- |
| 150  | 356  | 293  | 319  | 299  | 327  | 275  | 222  |

| 1970 | 1980 | 1990 | 2000 | 2010 | - | - | - |
| ---- | ---- | ---- | ---- | ---- | - | - | - |
| 312  | 362  | 493  | 408  | 332  | - | - | - |